# Dinamarca nos Jogos Olímpicos de Inverno de 1952
A Dinamarca competiu nos Jogos Olímpicos de Inverno de 1952, realizados em Oslo, Noruega.